# Сім'я Наполеона

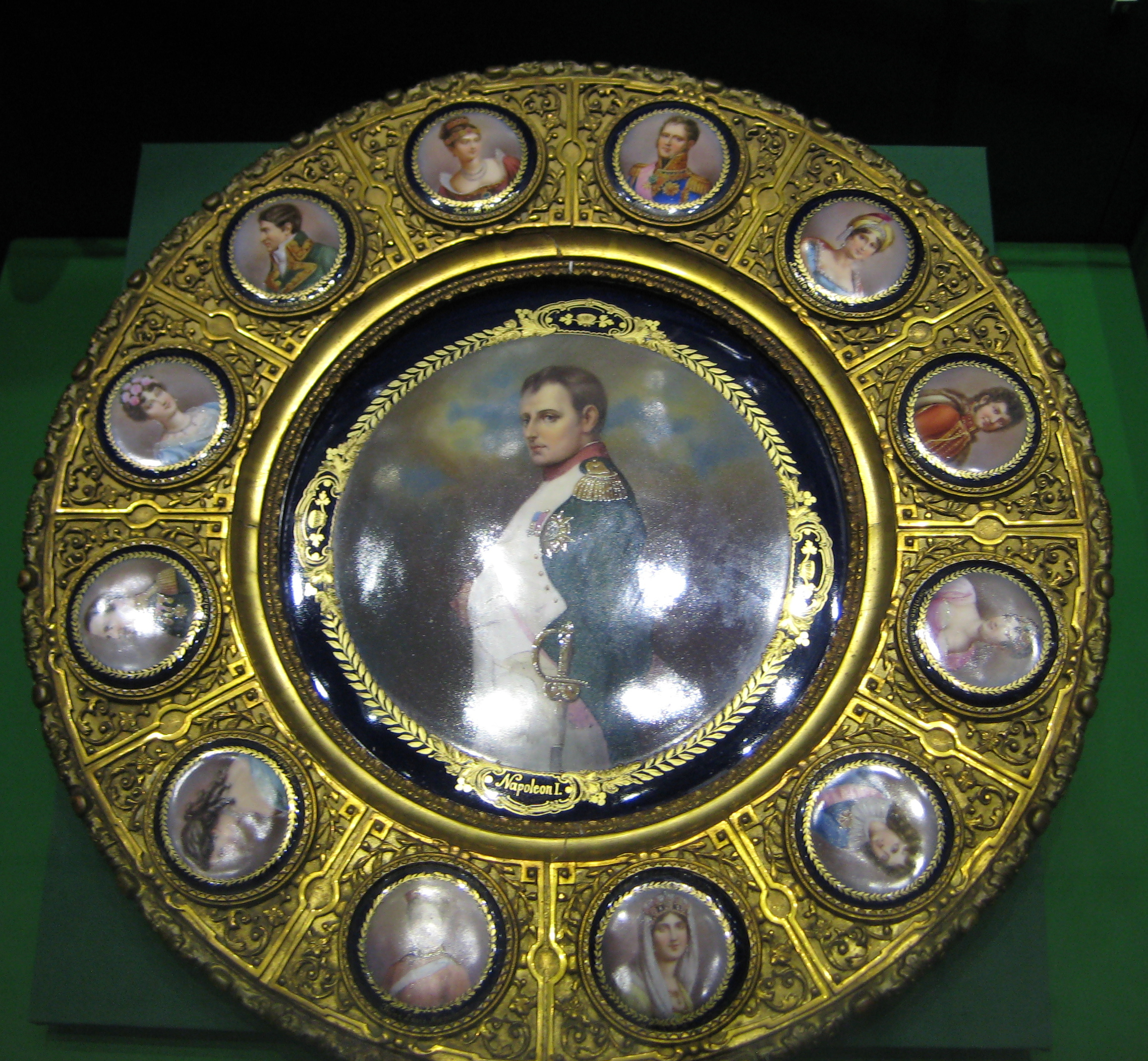
Стільниця із зображенням членів родини Наполеона

Коронація Наполеона

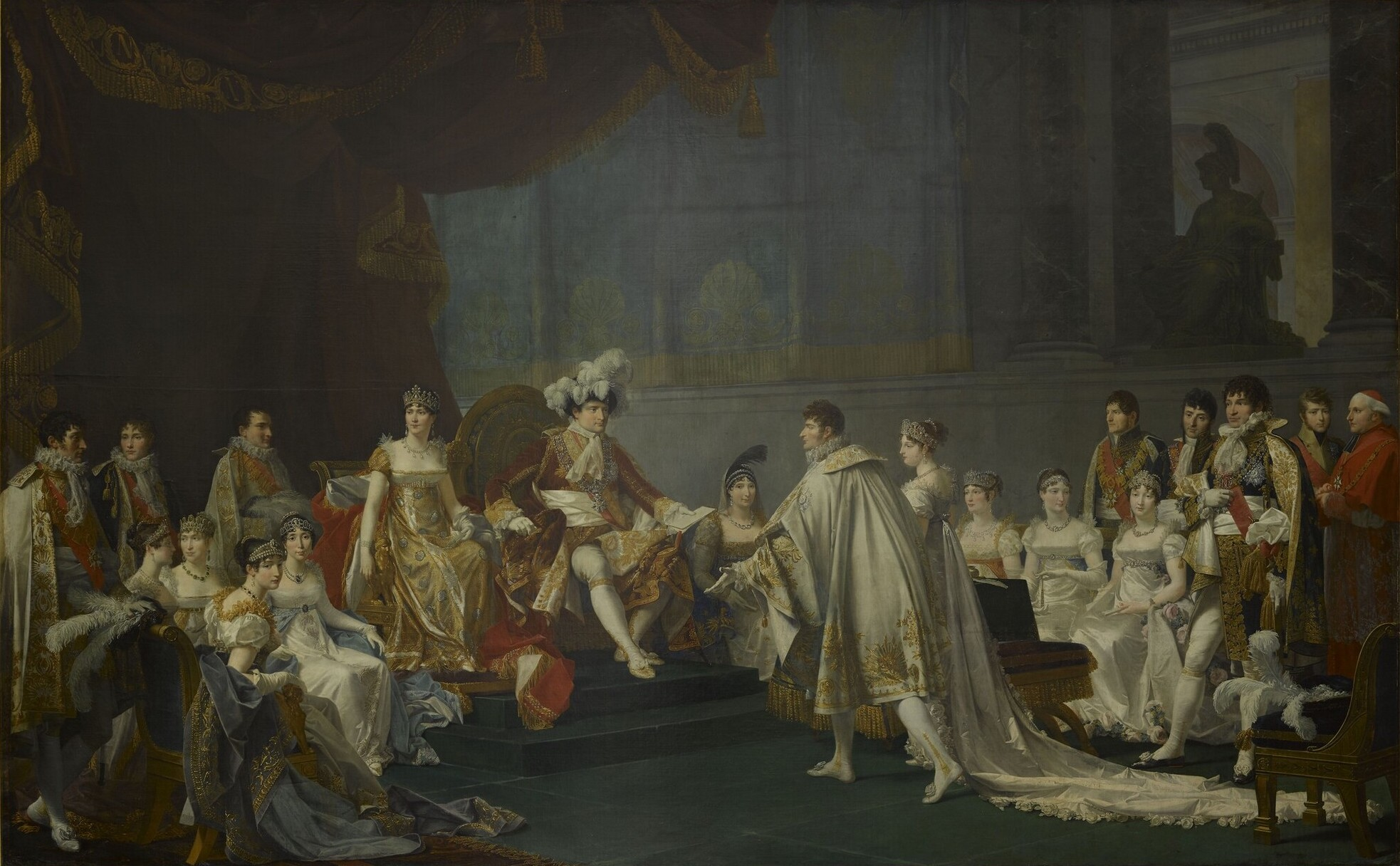
Шлюб Жерома Бонапарта та Катерини Вюртембергської

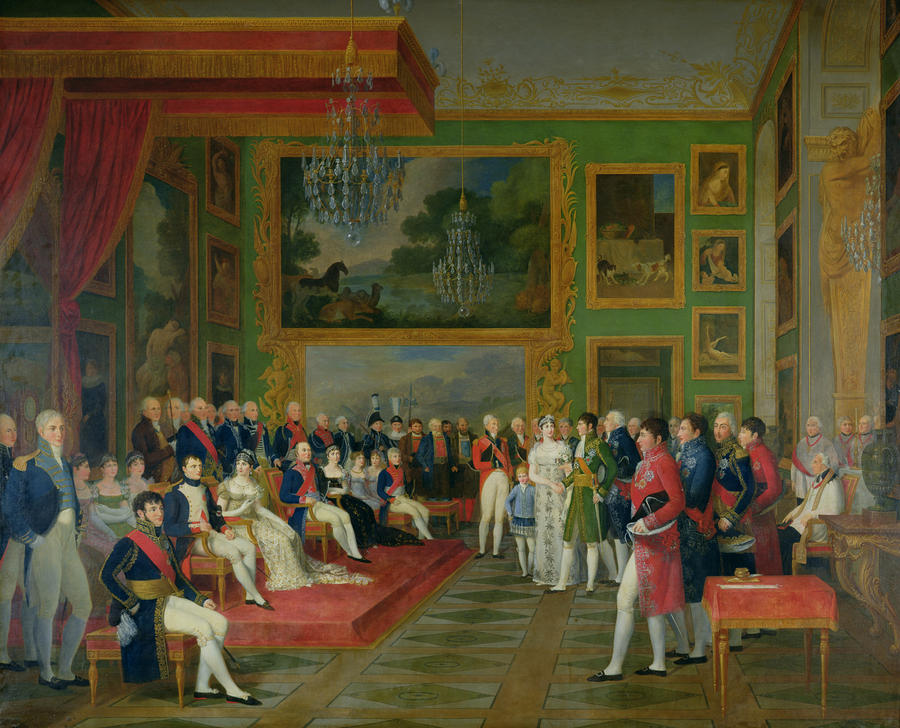
Шлюб Ежена Богарне

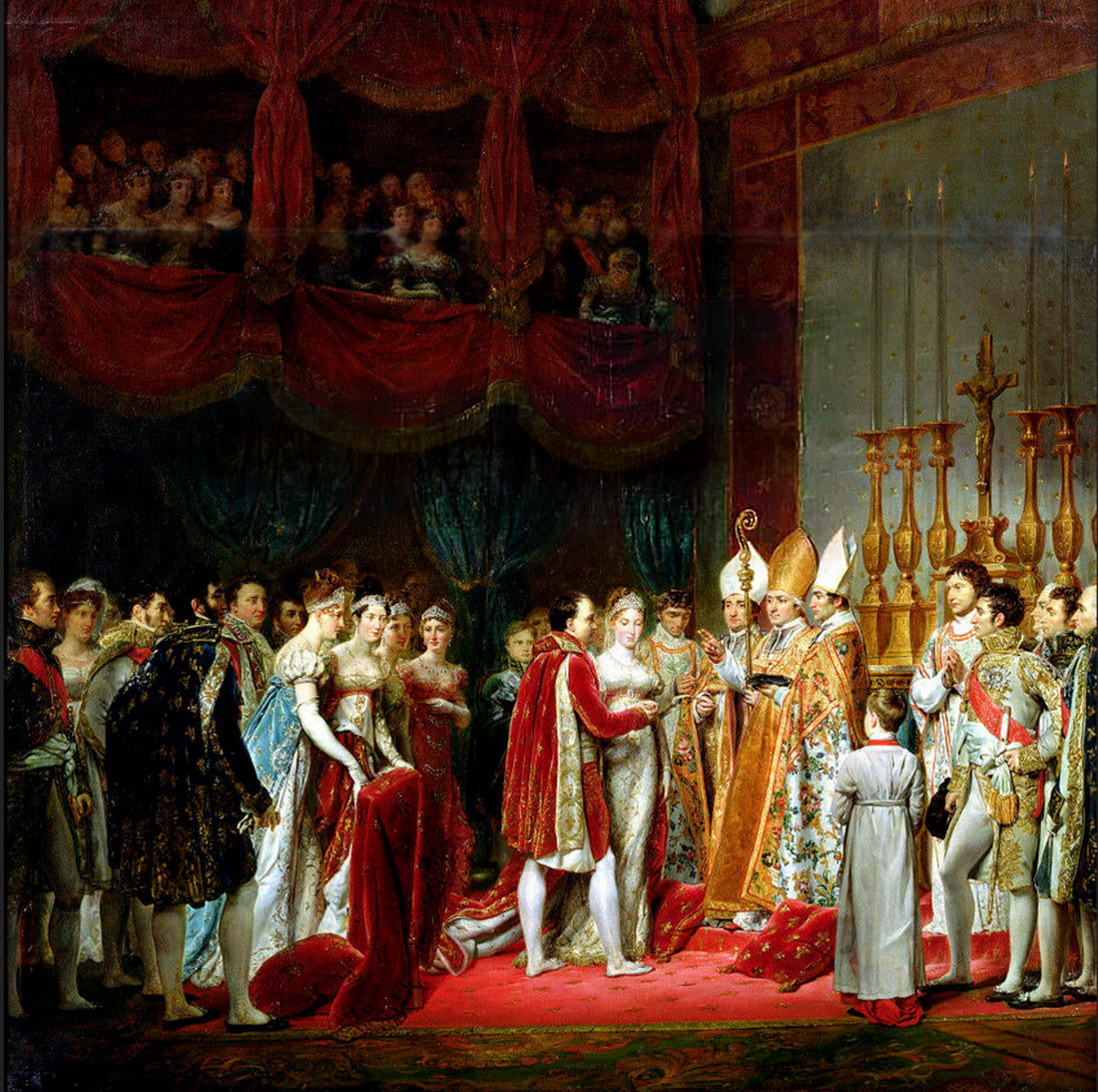
Шлюб Наполеона та Марії Луїзи

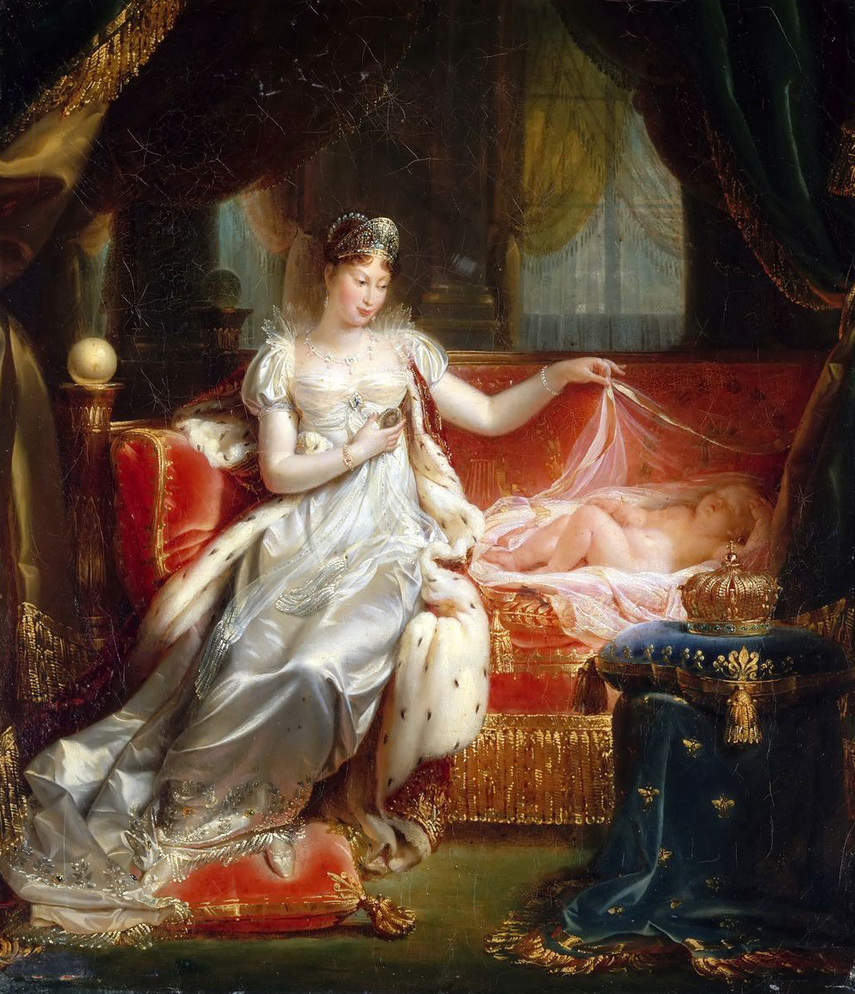
Марія Луїза Австрійська із сином Наполеона — Наполеоном II

Сім'я Наполеона — коло найближчих родичів Наполеона Бонапарта, багатьох з яких він поставив на чолі завойованих держав.
Більшість свого дорослого життя Наполеон був одружений з удовою Жозефіною Богарне, яка не народила від нього дітей. Його сім'я складалася з його братів та сестер, а також із родичів та дітей Жозефіни. Другий шлюб з Марією-Луїзою Австрійською було укладено лише у 1810 році, а єдиний законний син народився у 1811 році, незадовго до повалення Наполеона.

## Історія
В рамках політики офранцужування корсиканської еліти керуючий Корсикою Шарль Луї де Марбеф в 1770 надав всі привілеї французької знаті тим корсиканцям, які зуміють довести отримання дворянського титулу не менше двох століть тому. Великий герцог Тосканський офіційно підтвердив дворянство Джузеппе (дід Наполеона), згодом архієпископ Пізи визнав його «флорентійським патрицієм». Карло (батько Наполеона) клопотався про визнання Бонапартів одним із 78 дворянських сімейств острова, і 13 вересня 1771 року корсиканська Вища рада, простеживши історію сім'ї до флорентійського коріння, офіційно підтвердила її благородне походження. Сім'я отримала прізвище «де Буонапарте». Саме так вказував своє прізвище Наполеон до переїзду до Франції: Napoleone di Buonoparte.

## Сім'я Бонапарта
1. Карло Буонапарте і Летиція Рамоліно — батьки Наполеона. Мали дітей:
  1. Наполеоне Бонапарте (1764/1765 — 17 серпня 1765) — помер немовлям
  2. Марія Анна Бонапарт (3 січня 1767 — 1 січня 1768) — померла немовлям
  3.  Жозеф Бонапарт (1768—1844), король Іспанії. З 1794 року одружений з Жюлі Кларі. (Жюлі мала молодшу сестру Дезіре , яка у 1798 стала дружиною Жана Бернадота і королевою Швеції). Пара мала 2 детей:
    1. Зенаїда Бонапарт (8 липня 1801 — 8 серпня 1854);
    2. Шарлотта Бонапарт (31 жовтня 1802 — 3 березня 1839).

  4. Наполеон
  5. Марія Анна Бонапарт (14 липня 1771 — 23 листопада 1771) — померла немовлям
  6.  Люсьєн Бонапарт (1775—1840), князь Каніно і Музіньяно. Перший шюб — Крістіна Бойер (fr), другий шлюб— Александріна де Блешам. Всього 14 дітей, серед яких:
    1. Шарль Люсьєн (1803—1857), князь Каніно, видатний зоолог; в 1822 році одружився з Зенаїдою, дочкою Жозефа Бонапарта
    2. Поль Бонапарт (1808—1827)
    3. Луї Люсьен (1813—1891)
    4. П'єр Наполеон (1815—1881)

  7. Еліза Бонапарт (1777—1820), велика герцогиня Тосканська. Чоловік — Фелікс Паскаль Баччіокі.
  8.  Луї Бонапарт (1778—1846), король Голландії. Дружина — Гортензія Богарне, падчериця Наполеона.
    1.  Наполеон Луиї (1804—1831), король Голландії Людовик II, мав титул великого герцога Клеве-Бергського. Дружина— Шарлотта Бонапарт, дочка Жозефа
    2.  Наполеон III Бонапарт (1808—1873)

  9. Поліна Бонапарт (1780—1825), герцогиня Гвасталли. Чоловік — принц Камілло Боргезе
  10. Кароліна Бонапарт (1782—1839), велика герцогиня Клевська. Чоловік — Йоахім Мюрат.
  11.   Жером Бонапарт (1784—1860), король Вестфалії. Друга дружина — Катерина Вюртемберзька
    1. Жером Наполеон Шарль (1814—1847)
    2. Матильда (1820—1904). Чоловік — Анатоль Демидов
    3. Наполеон Жозеф (1822—1891). Дружина — Клотильда Савойска
      1. Віктор (1862—1926), впоследствии глава дома Бонапартов.
      2. Луї Наполеон Жозеф Жером Бонапарт (16/07 1864 — 4/10 1932), російський генерал
      3. Летиція (1866—1926), дружина свого дядька короля Іспанії, Амадея I.
2. Кардинал Жозеф Феш — дядько Наполеона, єдиноутробний брат Летиції (син її матері від другого шлюбу).

## Сім'я Жозефіни Богарне
Перша дружина Наполеона, не народивши йому дітей, зуміла забезпечити чудове становище своїм дітям від першого шлюбу.
1. Жозефіна Богарне + Олександр де Богарне. Їх діти:
  1. Гортензія Богарне. Чоловік — Луї Бонапарт, брат Наполеона.
  2. Євген де Богарне (1781–1824), герцог Лейхтенберзький. Дружина — Августа Амалія Баварська, дочка Максиміліана I, короля Баварії та Августи, ландграфіні Гессен-Дармштадтської. Подружжя мало 7 дітей:
    1. Жозефіна Максиміліана Євгена Наполеоне (1807–1876), з 1823 одружена з Оскаром I Бернадотом, королем Швеції та Норвегії
    2. Євгенія Гортензія Августа (1808–1847)
    3. Август Шарль Ежен Наполеон (1810–1835), герцог Лейхтенберзький, герцог де Санта-Круз; дружина з 1834 — Марія II, королева Португалії
    4. Амелія Августа Євгенія Наполеоне (1812–1873), чоловік з 1829 — Педру I, імператор Бразилії
    5. Теоделінда Луїза Євгенія Августа Наполеоне (1814–1857)
    6. Кароліна Клотільда (1816)
    7. Максиміліан Лейхтенберзький (1817–1852), герцог Лейхтенберзький, князь Романовський; дружина з 1839 — велика княжна Марія Миколаївна, дочка імператора Миколи I Павловича.

Племінниці Олександра де Богарне:
- Стефанія де Богарне (1789–1860), велика герцогиня Баденська
- Богарне, Емілія Луїза. Чоловік — Лавалетт, Антуан Марі Шаман.

## Дружини Наполеона
- 1-а дружина: (з 9 березня 1796, Париж) Жозефіна де Богарне (1763–1814), імператриця французів. Спільних дітей не мали. У розлученні з 16 грудня 1809 року.
- 2-я дружина: (з 1 квітня 1810, Сен-Клу) Марія-Луїза Габсбург-Лотарінгська (1791–1847), ерцгерцогиня Австрійська, імператриця французів.

## Діти
З першою дружиною розлучився, зокрема, через її бездітність. Мав одного єдиного законнонародженого сина (від другої дружини):
- Наполеон II Бонапарт (1811–1832)

### Прийомні діти
(Діти Жозефіни де Богарне від 1-го шлюбу)
- Євген де Богарне (1781–1824), герцог Лейхтенберзький
- Гортензія де Богарне (1783–1837), герцогиня де Сен-Ле, королева Голландії

(двоюрідна племінниця 1-го чоловіка Жозефіни де Богарне)
- Стефанія де Богарне  (1789–1860), велика герцогиня Баденська

### Позашлюбні діти
Всього у Наполеона за підрахунками різних істориків було від 20 до 50 коханок,від яких він мав наступне потомство:
- Елеонора Денюель де Ла Плінне (пом. 1868)
  - Шарль Леон (1806–1881)
- Марія Лончинська, графиня Валевська (1786–1817)
  - Олександр Валевський (1810–1868)
- Альбіна де Монтолон (1779–1848)
  - Жозефина Наполеоне де Монтолон[en] (1818–1819) (імовірно)
- Victoria Kraus
  - Karl Eugin von Mühlfeld (імовірно)
- невідома
  - Жуль Бартелемі-Сент-Ілер (1805—1895)